# HMS Tetrarch (N77)
Le HMS Tetrarch (N77) est un sous-marin de classe T en service dans la Royal Navy. Construit au chantier naval Vickers-Armstrongs à Barrow-in-Furness, il est lancé le 14 novembre 1939 et mis en service le 15 février 1940 sous le commandement du Lieutenant commander Ronald George Mills.

## Historique
Lors de sa carrière, le Tetrarch a opéré dans ses eaux intérieures, en mer du Nord, au large des côtes françaises et scandinaves et en mer Méditerranée.
Il obtient son premier succès en mai 1940 lorsqu'il torpille et coule le chasseur de sous-marins UJ B / Treff V dans le Skagerrak. Il coule également le bateau de pêche danois Terieven et le pétrolier allemand Samland, et capture le bateau de pêche danois Emmanuel, qu'il ramène à Leith comme prise de guerre.
Vers la fin de l'année 1940, le Tetrarch est appelé en renfort en mer Méditerranée. Il quitte Rosyth pour Gibraltar pour rejoindre la Mediterranean Fleet. Au cours de son service dans la mare medi terra, le submersible coule les navires marchands italiens Snia Amba, Giovinezza et Citta di Bastia, le pétrolier italien Persiano, les voiliers italiens V 72 / Fratelli Garre, V 113 / Francesco Garre et Nicita, et le voilier grec Panagiotis Kramottos. Il a endommagé le navire marchand allemand Yalova et a revendiqué un navire à voile endommagé en mer Égée. Il a également attaqué sans succès le pétrolier grec Olympos.
Le Tetrach quitte Malte le 26 octobre 1941 et fait route vers la Grande-Bretagne. Le 2 novembre, alors qu'il n'a toujours pas passé Gibraltar, le submersible est déclaré porté disparu. Le lundi 27 octobre, il a communiqué avec le HMS Ultimatum, signalant sa position et son trajet, qui traverse d’ailleurs un champ de mines italien. Il est déclaré coulé avec la totalité de son équipage par des mines italiennes au large du Capo Granitola, en Sicile.

## Commandement
- Lieutenant commander Ronald George Mills du 30 novembre 1939 au 15 novembre 1940.
- Lieutenant commander Richard Micaiah Towgood Peacock du 15 novembre 1940 au 3 juillet 1941.
- Lieutenant commander George Henry Greenway du 3 juillet 1941 au 2 novembre 1941.